# Obscure movements in twilight shades
Obscure movements in twilight shades is een studioalbum van Gert Emmens. Hij nam de muziek op in de periode februari tot en met juni 2003 in voorbereiding op zijn optreden tijdens het E-Live, 27 september 2003 in het Auditorium van de Technische Universiteit Eindhoven, georganiseerd door zijn platenlabel Groove Unlimited. Emmens varieert binnen de elektronische muziek met als uitgangspunt de Berlijnse School voor elektronische muziek. Er zijn sequencers te horen en gesamplede mellotronklanken.

## Musici
- Gert Emmens bespeelt Boss DR-660, Elka Solist 505, Korg 800 DV, Korg MS-2000, Korg Wavestation EX, Moog Realistic Concertmate MG-1, Moog Sonix Six, Minimoog, Multimoog, Polymoog synthesizer, Roland M-DC1, Roland M-VS1, Roland Juno-106, Yamaha AN1x, Yamaha SY85.

## Muziek

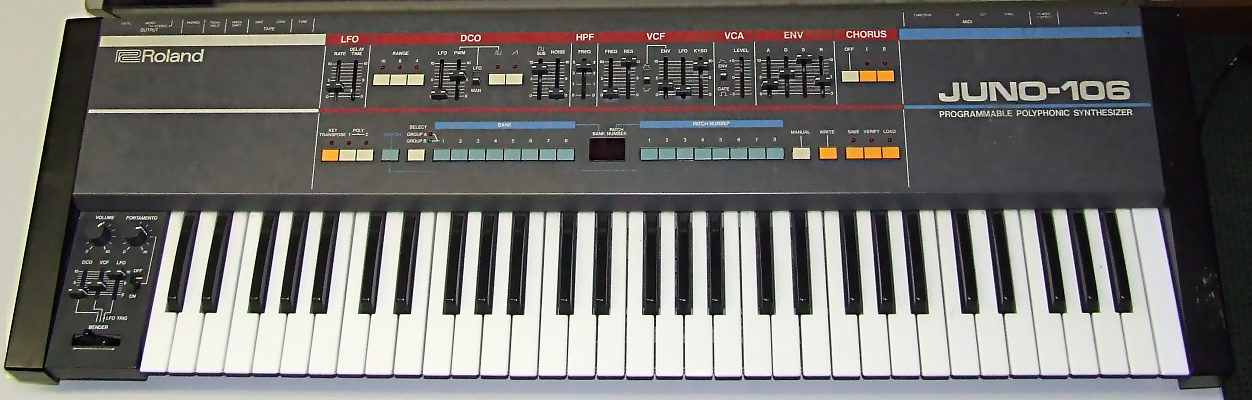
De Roland Juno-106

| Nr. | Titel                                | Duur  |
| --- | ------------------------------------ | ----- |
| 1.  | The day the wind blew out the light  | 18:27 |
| 2.  | Obscure movements in twilight shades | 15:18 |
| 3.  | Entering the dark depth              | 19:08 |
| 4.  | Voice from the past                  | 16:45 |